# Pieter Haaxman

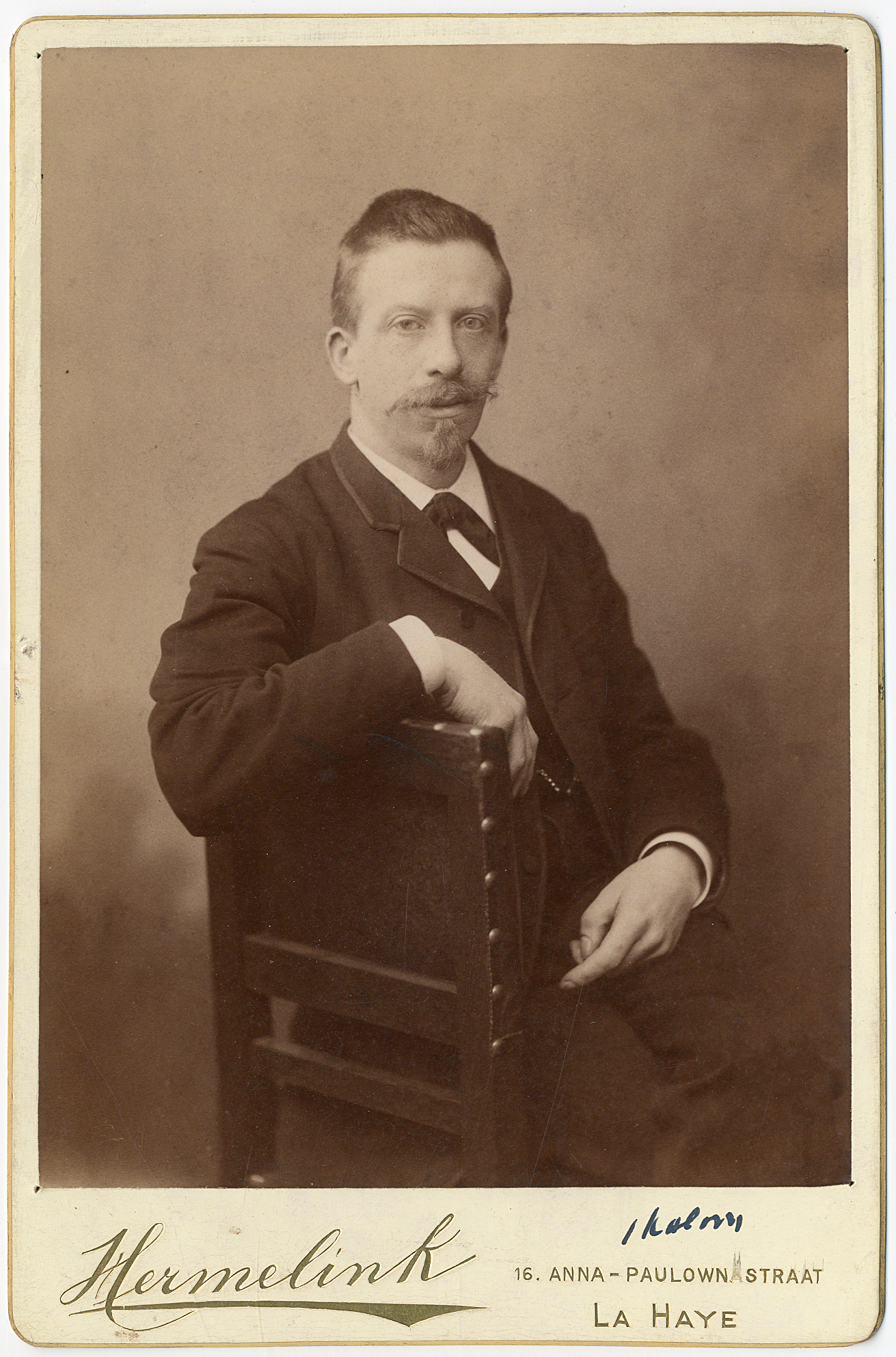
Pieter Haaxman

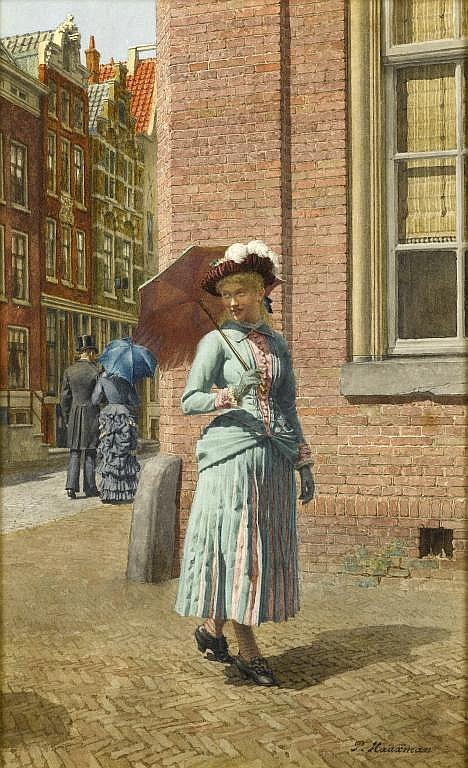
Promenade, um 1900

Pieter Haaxman (* 24. Mai 1854 in Den Haag; † 31. Januar 1937 in Haarlem) war ein niederländischer Genre- und Porträtmaler.
Haaxman wurde 1854 als Sohn des Kutschenbauers Andries Jacobus Haaxman und Anna Wilhelmina Bolland geboren.
Pieter Haaxman studierte an der Koninklijke Academie van Beeldende Kunsten in Den Haag sowie von 1874 bis 1879 bei Herman Frederik Carel ten Kate (1822–1891).
Wie sein Onkel, der Maler Pieter Alardus Haaxman (1814–1887), schuf er Genreszenen, Porträts und Figurendarstellungen. Er malte auch Stillleben, Interieurs, Stadtlandschaften, Landschaften und Miniaturen. 
Im Auftrag der Königinnen Emma von Waldeck und Pyrmont und Wilhelmina fertigte er Miniaturen der königlichen Familie an. 
Er wurde Mitglied von Pulchri Studio in Den Haag und Arti et Amicitiae in Amsterdam.
Anfangs arbeitete er in Den Haag. In den letzten Jahren seines Lebens, ab 1930, lebte und arbeitete er in Haarlem.
Haaxmans Werke befinden sich im Kunstmuseum Den Haag und im Rotterdamer Museum Boijmans Van Beuningen. 